# Кашуни
Кашуни — село в Сюникской области Республики Армения, в 19 км к юго-западу от Гориса, на правом берегу реки Воротан, 1850 м над уровнем моря. Расстояние от областного центра Капана — около 42 км.

## История
Кашуни был переименован 12 июня 1992 года, до этого назывался Малдаш. Под этим названием он был включен в состав Зангезурского уезда Елизаветпольской губернии Российской империи.  В советские годы входил в состав Зангезурской области Армянской ССР, а с 1930 года — Горисской области. С 1995 года входит в состав Сюникской области Республики Армения, а с 2015 года – в состав укрупненной общины Татев.
Предки большинства жителей в 1920-х гг. переехали сюда из села Тандзатап, до этого село было дачей Тандзатап.

## Население
По результатам переписи населения РА 2011 года постоянное население Кашуни составляло 11 человек . Деревня была заселена и продолжает населяться армянами, население менялось с течением времени .
| Год:      | 1897 | 1926 | 1939 | 1959 | 1970 | 1979 | 1989 | 2001 | 2004 | 2011 |
| Резидент: | 12   | 104  | 206  | 166  | 78   | 38   | 27   | 27   | 31   | 11   |

## Хозяйство
Население занимается скотоводством, плодоводством и садоводством.

## Историко-культурные сооружения
К западу от села находятся могилы и руины церкви.